# Steagul provinciei Drenthe

Steagul provinciei Drenthe din Ţările de Jos

Steagul provinciei olandeze Drenthe a fost adoptat la 19 februarie 1947. 
Culorile steagului sunt roșu și alb, culori se sunt tradițional saxone și, sunt totodată culorile Episcopiei Utrecht, care a guvernat regiunea Drenthe în trecut. 
Cele șase stele pentagonale semnifică cele șase regiuni istorice, numite dingspil în limba neerlandeză.  Semnul heraldic al castelului se referă la la orașul Coevorden, care a guvernat provincia Drenthe pentru o lungă perioadă de timp.